# ترنس رتیگان
ترنس رتیگان (انگلیسی: Terence Rattigan؛ زاده ۱۰ ژوئن ۱۹۱۱ درگذشته ۳۰ نوامبر ۱۹۷۷) یک نمایش‌نامه‌نویس اهل بریتانیا بود.